# Bernard Saint-Laurent
Pour les articles homonymes, voir Bernard Saint-Laurent (homonymie).
Bernard Saint-Laurent (né le 14 décembre 1953 - mort le 22 janvier 2015 est un agent de services correctionnels, fonctionnaire et homme politique fédéral et municipal du Québec.

## Biographie
Né à Arvida dans la région de la Saguenay–Lac-Saint-Jean, il entama sa carrière publique en servant comme conseiller dans la municipalité de Moisie sur la Côte-Nord de 1984 à 1988 et de 1992 à 1993. Il fut également maire suppléant de cette municipalité de 1986 à 1988.
Élu député du Bloc québécois dans la circonscription fédérale de Manicouagan en 1993, il siégea en tant que député indépendant à partir de 1997. Il ne se représenta pas en 1997.
Durant son passage à la Chambre des communes, il fut porte-parole adjoint du Bloc québécois affecté au Solliciteur général de 1994 à 1997.